# Ett öga rött (film)
Ett öga rött är en svensk dramakomedifilm från 2007 i regi av Daniel Wallentin. Filmen bygger på Jonas Hassen Khemiris roman med samma namn och i rollerna ses bland andra Youssef Skhayri, Hassan Brijany och Anwar Albayati.

## Handling
Halim har genomskådat den svenska integrationsplanen som försöker göra alla invandrare till svenskar. Han har också genomskådat sin egen far som har fallit offer för denna plan. Halim har dock en egen plan: Han ska bli Sveriges mäktigaste tankesultan och göra så att hans far inte glömmer sina arabiska rötter.

## Rollista
- Youssef Skhayri – Halim
- Hassan Brijany – Halims pappa
- Anwar Albayati – Dalanda
- Asmaa Houri – Halims mamma
- Evin Ahmad – Yasmine
- Marcus von Plenker-Tind – Hristo
- Shebly Niavarani	– Yasmines pappa
- Cecilia Ljung – Kerstin
- Matilda Lindberg – Zerafina
- Sofia Bach – lärare
- Mikael Persbrandt	– Mikael Persbrandt
- Leila Haji – Dalandas släkting
- Bengt Magnusson – Bengt Magnusson
- Annika Olsson – regissörens assistent
- Fyr Thorwald – regissören
- Nassos Kostopoulos – skyltman
- Joel Lundgren – fyllegubbe
- Adam Pålsson – rödvinspoet på festen
- Joacim Karlström – polisen
- Michael Hjorth – dörrvakt
- Tomas Tivemark – gråtande skådespelare
- Tina Berg – grannkvinnan
- Anneli Stillbäck – dansande nymf
- Caroline Karlsson – dansande nymf
- Jennifer Wejlerud – dansande nymf
- Felicia Fredriksson – dansande nymf

Ej krediterade
- Birgitta Lekander – kuratorn
- Anne Lindblom	– rektorn
- Lars-Erik Friberg – sur man
- Adel Bakhani – taxichaufför
- Tayeb Ribib – taxichaufför
- Kemal Sener – Curre
- Jonas Hassen Khemiri – dörrvakt på Dramaten

## Om filmen
Ett öga rött producerades av Fredrik Wikström för Tre Vänner AB. Filmen spelades in mellan den 1 augusti och 10 oktober 2006 i Trollhättan och Stockholm efter ett manus av Karin Arrhenius, Wallentin och Wikström. Den fotades av Ari Willey och klipptes samman av Bernhard Winkler, Robin Siwe och Wallentin. Musiken komponerades av Johan Testad.
Filmen premiärvisades i augusti 2007 på Malmö filmdagar och hade biopremiär den 7 september 2007. Den gavs ut på DVD den 28 november 2007. Sveriges Television visade filmen i SVT1 den 6 december 2013.
Ett öga rött fick ett specialomnämnande vid Nordiska filmdagarna i Lübeck 2008. Hassan Brijany belönades även med en Guldbagge 2008 för bästa manliga biroll. Filmen var också nominerad till Biopublikens pris.

## Musik
- "Öppna landskap", text och musik: Ulf Lundell, sång Lundell (svenska) och Menad Bouchami (arabiska)
- "Du gamla, du fria", text: Richard Dybeck, sångare: Gösta Winbergh
- "Kinnekulle schottis"

## Mottagande
Filmen har medelbetyget 3,3/5 på Kritiker.se, baserat på 19 recensioner. Högst betyg fick den av Aftonbladet, Cinema, Dalarnas Tidningar och Moviezine (alla 4/5) och lägst av Kommunalarbetaren (2/5) och Gefle Dagblad (2/5).